# Isobutylölsynthese
Die Isobutylölsynthese ist ein Verfahren zur Herstellung von Isobutanol aus Synthesegas.

## Reaktion
Die Herstellung von Isobutanol aus Synthesegas erfolgt nach der Gleichung:
{\displaystyle \mathrm {4\ CO\ +8\ H_{2}\ \longrightarrow \ iso-C_{4}H_{9}OH\ +\ 3\ H_{2}O} }
bei einem Druck von etwa 200 bar und einer Temperatur von etwa 400 °C. Das Hauptprodukt der Synthese ist Methanol, Isobutanol fällt in etwa 12%iger Ausbeute an.

## Geschichte
Aus den Versuchen von Matthias Pier zur Methanolherstellung war bekannt, dass alkalisierte Katalysatoren neben Methanol auch höhere Alkohole lieferten. Ein mit 0,5 bis 1 % Kaliumoxid versehener Zinkoxid/Chromoxid-Katalysator wurde ab 1932 in den Leunawerken zur Herstellung von Isobutanol verwendet. Als Produkte wurden neben Methanol und Isobutanol auch höhere Alkohole gewonnen. Das produzierte Isobutanol wiederum wurde ab 1936 für die Herstellung von Isooktan verwendet, einem Kohlenwasserstoff mit hoher Oktanzahl.